# Sneddons syndrom
Sneddons syndrom er en form for arteriopati karakteriseret ved flere symptomer, herunder:
- Cerebrovaskulær sygdom
- Livedo reticularis eller livedo racemosa
- Forhøjet blodtryk

## Symptomer
Sneddons syndrom viser sig ved forhøjet blodtryk, et udslæt på huden (livedo reticularis) og cerebrovaskulær sygdom. Livedo reticularis fremstår som et blå-lilla, netlignende udslæt på huden. Sneddons syndrom kan dog også fremstå med livedo racemosa, der er større områder af blå-lilla misfarvning af huden, uden samme struktur. Begge findes generelt først i ekstremiteterne, begge forværres i kulde og begge kan opstå uden at være knyttet til Sneddons syndrom eller andre systemiske sygdomme.
De neurologiske symptomer inkluderer hovedpine, labil hypertension, forbigående hukommelsestab, føleforstyrrelser eller ukontrollabel rysten, forbigående iskæmiske symptomer eller slagtilfælde. Hudsymptomerne kan optræde år forud for de neurologiske symptomer.